# Tom Bergeron
Thomas Raymond "Tom" Bergeron (født 6. maj 1955 i Haverhill, Massachusetts) er en amerikansk tv-vært. Bergeron har været vært for den amerikanske tv-program America's Funniest Home Videos.

## Filmografi
- 1994 : Breakfast Time (tv-serie, 1 episode)
- 1996 : Fox After Breakfast (tv-serie, 1 episode)
- 2002 : The 4th Annual Family Television Awards (TV)
- 2005 : Dancing with the Stars (TV)